# 長安督武司
《长安督武司》是中国大陆漫画家第年秒（真名：胡伟）的一部漫画作品，设定时间为唐代贞观年间。获金龙奖最佳少年漫画。前39话刊载在《漫画SHOW》，漫画SHOW停刊后，登陆有妖气动漫平台，并推出3则新番外篇以及最后一画。单行本第3、4册在2013年末上市。在2014年4月29日与5月1日第10届中国国际动漫节签售。摘得“最佳少年漫画奖”